# Nikša Bareza
Nikša Bareza (* 31. März 1936 in Split; † 17. Januar 2022 in Zagreb) war ein jugoslawischer bzw. kroatischer Musiker und Dirigent. Von 1965 bis 1974 war er Direktor am kroatischen Nationaltheater in Zagreb.

## Leben
Bareza studierte Komposition und Dirigieren an der Musikakademie Zagreb. Weitere Studien betrieb er am Mozarteum in Salzburg. Von 1959 bis 1978 war er Dirigent am kroatischen Nationaltheater und anschließend bis 1981 Dirigent am Opernhaus Zürich. In weiterer Folge wurde er vom Grazer Philharmonischen Orchester bis 1990 als Chefdirigent engagiert. Von 2001 bis 2007 wirkte er als GMD am Opernhaus Chemnitz und an der dortigen Robert-Schumann-Philharmonie.
Als Gastdirigent wirkte Bareza an vielen europäischen Opernhäusern, unter anderem hatte er dabei 1972 sein Debüt an der Wiener Staatsoper.

## Auszeichnungen
- 1989: Joseph Marx-Musikpreis des Landes Steiermark[2]
- 1990: Ehrenzeichen der Stadt Graz[4][2]